# Pantropie
La pantropie, thème issu de la science-fiction, est l'inverse de la terraformation. Là où la terraformation se donne pour but de modifier l'environnement d'une planète pour la rendre propice à la vie humaine, la pantropie a pour objectif à travers des modifications génétiques d'adapter l'espèce humaine afin de la rendre capable de survivre et de prospérer dans un environnement hostile pour un humain normal.

## Historique
Le thème de la pantropie est probablement apparu pour la première fois en 1930 dans le roman d'Olaf Stapledon Les Derniers et les Premiers (en anglais, Last and First Men). Le roman décrit au cours de l'histoire de l'humanité l'apparition de dix-huit espèces humaines différentes, dont certaines ont été délibérément créées dans un but de pantropie. Dans la nouvelle Désertion (1944) de Clifford D. Simak, les humains abandonnent la Terre à cause d'une pantropie qui leur permet d'accéder au bonheur sur Jupiter.
Cependant c'est le roman Semailles humaines de James Blish en 1957 qui sera le premier à en faire son thème central, l'auteur créant à l'occasion le terme spécifique pour désigner cette opération. Pantropie signifie littéralement "tout tourner",.
Le concept de pantropie s'est développé dans les sphères de la biotechnologie et de l'ingénierie génétique. Il existe un débat sur l'approche que doit adopter l'humain pour coloniser Mars, par terraformation ou par pantropie, la première étant plus contraignante pour la planète ciblée que la seconde.

## Liste d’œuvres

### Littérature
- 1930: Les derniers et les premiers d'Olaf Stapledon.
- 1944: Désertion, puis Le Paradis (1946), un diptyque de nouvelles de Clifford D. Simak parues dans Astounding Science Fiction puis intégrées au recueil Demain les chiens en 1952.
- 1957: Semailles humaines de James Blish
- 1976: Homme-plus de Frederik Pohl
- 1981-1983: la tétralogie Four Lords of the Diamond de Jack L. Chalker : un micro-organisme symbiotique permet aux humains de s'adapter en des formes qui capables de survivre sur 4 planètes différentes, avec des changements de personnalité induits.
- 1985: La Schismatrice de Bruce Sterling
- 1989 - 1997: Les Cantos d'Hypérion de Dan Simmons : une faction, les  Ousters, utilise la pantropie pour vivre en harmonie avec la nature et l'espace.
- 2000: Le Grand vaisseau de Robert Reed
- 2000: les romans de Stephen Baxter présentent régulièrement la pantropie comme un futur de l'espèce humaine.
- 2011: dans le manga Terra Formars, les humains envoyés sur mars subissent des modifications génétiques pour développer les caractéristiques d'autres organismes.
- 2018: Star Crusade - les chroniques de Rob Wilder, de Pascal Pelletier.

### Cinéma et jeu vidéo
- 2009 le film Avatar de James Cameron.
- 2014 dans le jeu vidéo Civilization: Beyond Earth, l'affinité Harmonie représente la pantropie.